# 4398 Chiara
4398 Chiara este un asteroid din centura principală, descoperit pe 23 aprilie 1984 de Walter Ferreri.